# Kummel (sjömärke)

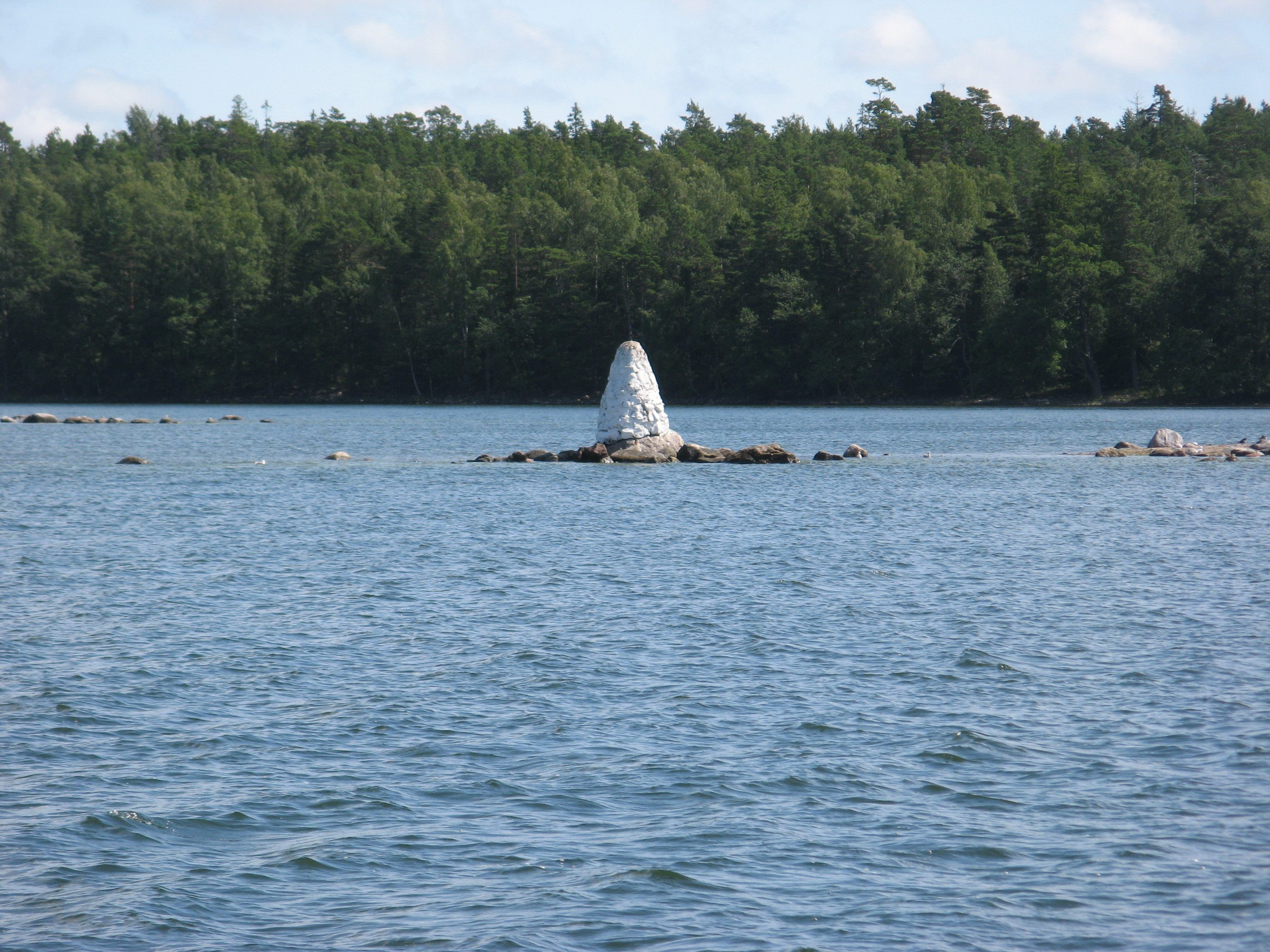
Kummel i den finska skärgården

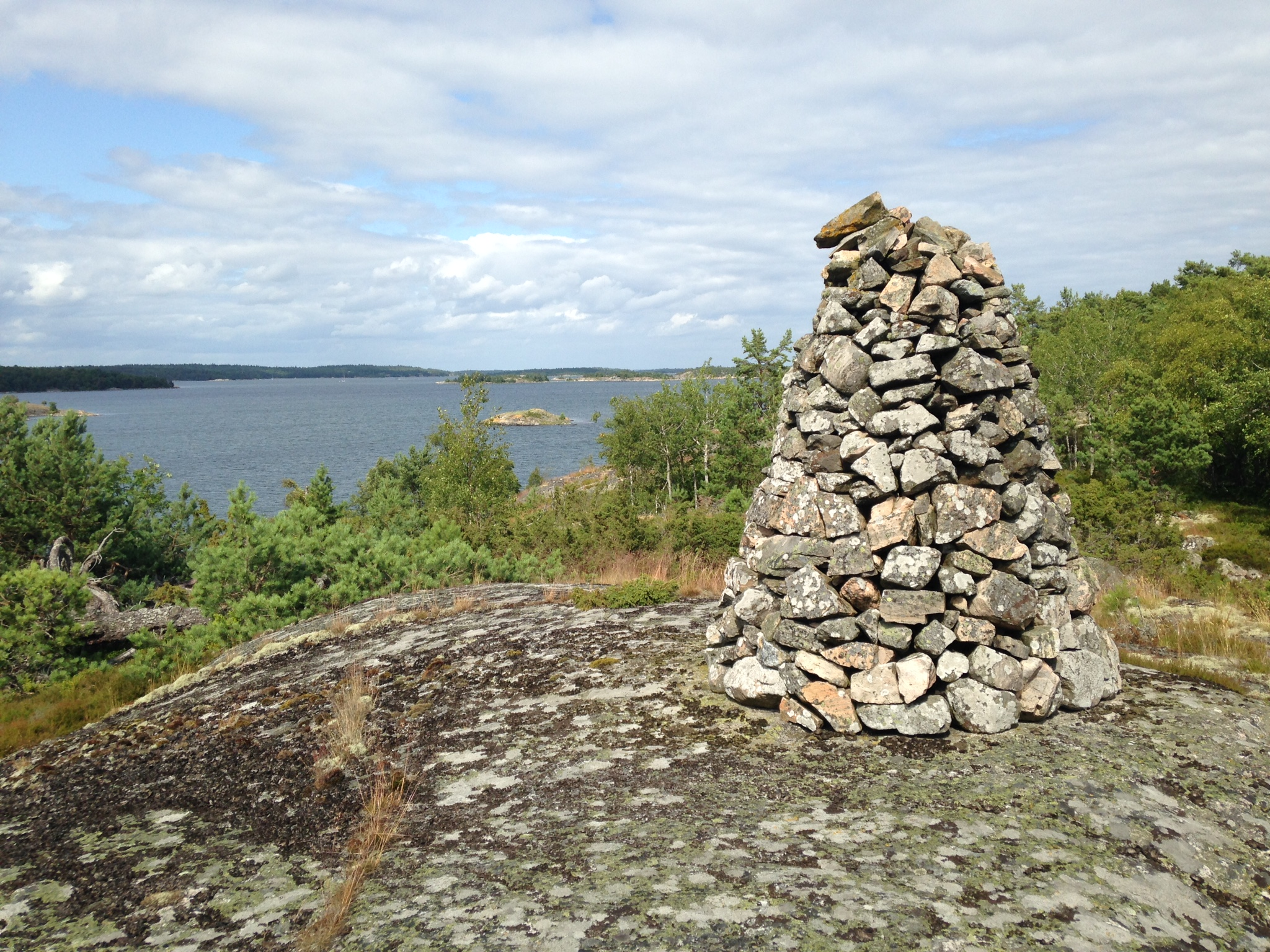
Stenkumlet på Hamnskär i Stockholms skärgård

Ett kummel är ett sjömärke eller i egentlig mening normalt ett konstruerat landmärke, traditionellt i form av ett vitmålat stenröse på land vid kusten. Det saknar fyrkaraktär, är oftast obelyst och är till storleken mindre än en båk. De traditionella kumlen kan numera vara ersatta av betongklumpar eller stora vita skyltar, ibland försedda med en bokstav. 
Kummeln har inte någon officiellt fastställd funktion, men den kan i synnerhet vid dålig sikt underlätta navigering. Den brukar vara placerad vid en djup strand, som man alltså relativt riskfritt kan närma sig.
Kumlen hör till de äldsta sjömärkena i Norden. De finns omnämnda i vikingatida sagor och medeltida berättelser och kan antas ha funnits redan i förhistorisk tid. Från början av 1900-talet ökade mängden båkar i Finland och kummelbyggandet upphörde.

## Kända svenska kummel
- Ulsholmens kalv, Bohuslän